# Chusaris nigrisigna
Chusaris nigrisigna är en fjärilsart som beskrevs av George Francis Hampson 1902. Chusaris nigrisigna ingår i släktet Chusaris och familjen nattflyn. Inga underarter finns listade i Catalogue of Life.